# Grange des Charmes
La grange des Charmes est une grange cistercienne située à Semmadon, en France.

## Description
Cette grange, qui faisait partie de l'Abbaye de Cherlieu, date de la seconde moitié du XIIe siècle et se trouve au milieu d'une clairière. Elle a été remaniée au cours des siècles,.

## Localisation
La grange est située sur la commune de Semmadon, dans le département français de la Haute-Saône.

## Historique
L'édifice est inscrit au titre des monuments historiques en 1991.